# Ben 10: Omniverse
Ben 10: Omniverse is de vierde animatieserie in de Ben 10-franchise.
De serie was vanaf 22 september 2012 te zien zijn in de Verenigde Staten op Cartoon Network. De serie is net als zijn voorgangers een creatie van "Man of Action" (een groep bestaande uit Duncan Rouleau, Joe Casey, Joe Kelly, en Steven T. Seagle). De serie liep van augustus 2012 tot november 2014 en telt 80 afleveringen.

## Verhaal
Ben Tennyson, nu 16 jaar oud en in het bezit van de nieuwste versie van de omnitrix, krijgt van zijn grootvader Max een alien genaamd Rook toegewezen als partner. Tijdens een missie naar een geheime buitenaardse stad, ontdekt Ben dat een groot aantal van zijn oude tegenstanders tegen hem aan het samenspannen zijn. Ben wordt doelwit van een jager genaamd Khyber. Tevens reist hij terug in de tijd en ontmoet zijn elf jaar oude zelf uit de originele serie.

## Engelse stemmen
- Dee Bradley Baker – Spidermonkey, NRG , Lodestar, Water Hazard , Clockwork, Nanomech, Big Chill, Crashhopper, Way Big, Astrodactyl
- Eric Bauza – Diamondhead, Eatle, Grey Matter, Upchuck, Driba, Dr. Psychobos
- Corey Burton – Brainstorm, Malware, Mr. Baumann
- John DiMaggio – Rath, Zombozo, Four Arms, Armodrillo, Bubble Helmet, Humungousaur, Octagon Vreedle
- Paul Eiding – Maxwell Tennyson ("Grandpa Max"), Eye Guy, Liam, Blukic, Khyberr's Pet
- David Kaye – Gravattack, Khyber, Shocksquatch, Cannonbolt, Heatblast
- Yuri Lowenthal – Ben Tennyson, Feedback, XLR8, Albedo
- Bumper Robinson – Rook, Bloxx, Terraspin, Jury Rigg

### Additionele stemmen
- Tara Strong – Ben Tennyson (11-jarige), Pakmar
- Ashley Johnson – Gwen Tennyson
- Greg Cipes – Kevin Levin
- Kevin Michael Richardson – Benmummy, Emperor Milleous
- Rob Paulsen – Magister Patelliday, Rhomboid Vreedle, Ditto
- Morgan Lofting – Fistina
- Vyvan Pham – Julie Yamamoto, Ship
- Jim Cummings – Vexx, Hulex Colonel

## Computerspel
Er kwam 30 november 2012 ook een computerspel van de serie uit genaamd Ben 10 : Omniverse: The Video Game.